# Червонослобідська сільська територіальна громада
Черво́нослобідська́ сільська територіальна громада — територіальна громада в Україні, в Черкаському районі Черкаської області. Адміністративний центр — село Слобода. Не зважаючи на перейменування адміністративного центру, територіальна громада не була перейменована, оскільки наразі відсутні правові підстави і механізми для перейменування територіальних громад.
Площа громади — 173,87 км², населення — 14 564 мешканці (2018).
Утворена 12 червня 2018 року шляхом об'єднання Вергунівської, Хутірської та Червонослобідської сільських ради Черкаського району

## Склад
До складу громади входять 4 села:
| Населений пункт | Населення, осіб (1989) | Населення, осіб (2001) |
| --------------- | ---------------------- | ---------------------- |
| Вергуни         | 2457                   | 2341                   |
| Нечаївка        | 931                    | 858                    |
| Слобода         | 9657                   | 9501                   |
| Хутори          | 2325                   | 2422                   |